# Hohne

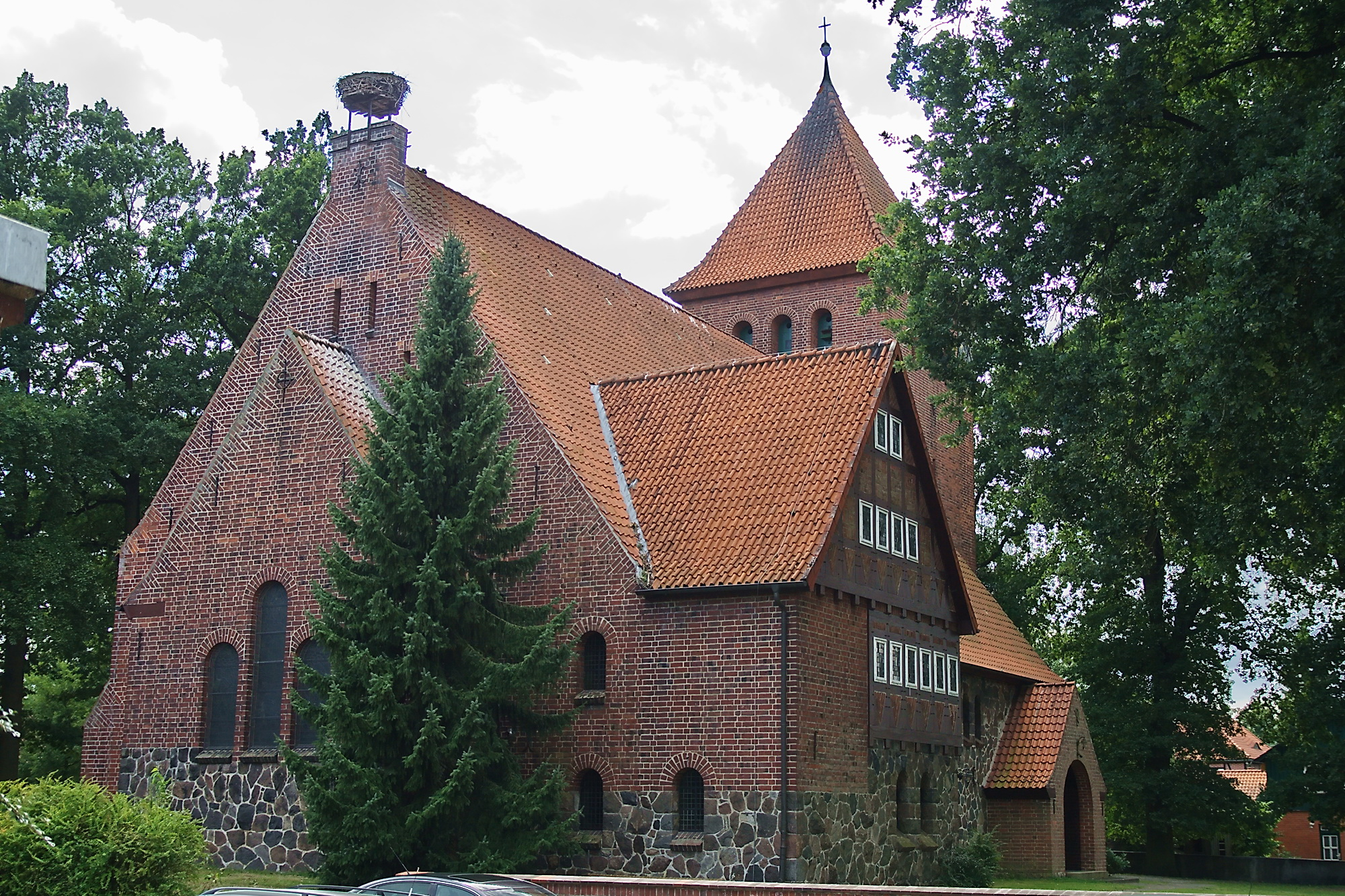
Nhà thờ Ascension, Hohne

Hohne là một đô thị thuộc bang Niedersachsen của Đức, nằm về phía bắc Brunswick (Braunschweig), cự ly khoảng 25 km về phía tây bắc Celle. Đô thị này gồm 3 đô thị cũ Hohne, Helmerkamp và Spechtshorn.
Hohne nằm bên sông Wiehe, một nhánh của Schwarzwasser, đổ vào sông Aller gần Schwachhausen.